# Contea di Ruicheng
La contea di Ruicheng (芮城县S, Ruìchéng XiànP) è una contea della Cina, situata nella provincia dello Shanxi e amministrata dalla prefettura di Yuncheng.